# Berlin Karl-Bonhoeffer-Nervenklinik
Berlin Karl-Bonhoeffer-Nervenklinik – przystanek kolejowy na linii S25 S-Bahn w Berlinie oraz stacja metra w Berlinie na linii U8, w dzielnicy Reinickendorf, w okręgu administracyjnym Reinickendorf. Stacja została otwarta w 1994. Niedaleko stacji do 2006 znajdowała się klinika psychiatryczna Karl-Bonhoeffer-Nervenklinik.